# Wielgie (gmina)
Pour les articles homonymes, voir Wielgie.
Wielgie est une gmina rurale du powiat de Lipno, Couïavie-Poméranie, dans le centre-nord de la Pologne. Son siège est le village de Wielgie, qui se situe environ 13 km au sud-est de Lipno et 54 km au sud-est de Toruń.
La gmina couvre une superficie de 133,83 km2 pour une population de 6 901 habitants.

## Géographie
La gmina inclut les villages de Bętlewo, Czarne, Czerskie Rumunki, Nowa Wieś, Oleszno, Piaseczno, Płonczyn, Rumunki Tupadelskie, Suradówek, Suszewo, Teodorowo, Tupadły, Wielgie, Witkowo, Zaduszniki, Zakrzewo et Złowody.
La gmina borde les gminy de Dobrzyń nad Wisłą, Fabianki, Lipno, Skępe et Tłuchowo.